# Silver Pozzoli
Pour les articles homonymes, voir Pozzoli.
Silvio Pozzoli, connu sous le nom de scène Silver Pozzoli, né le 19 juillet 1953 à Milan, est un chanteur italien d'italo disco qui fut populaire dans les années 1980.

## Biographie
Silver Pozzoli a sorti plusieurs titres dans les années 1980, dont les succès Around My Dream en 1984 et Step By Step en 1985. Il fut également la voix du projet Den Harrow pour le simple Mad Desire en 1985.
Sous plusieurs pseudonymes, dont Club House, il sortit plusieurs titres d'italo house, tels que I'm A Man Medley et Yeke Yeke en 1987[réf. nécessaire].
En 1992, Silver Pozzoli sort le single Sing Sing Sing Along en Allemagne sous le label ZYX Music. Le simple qui sortit après fut Around My Dream '93, sorti en Italie, et à nouveau distribué en 2000 dans une collection de classiques dance. Puis Silver Pozzoli sortit le titre eurodance Don't Forget Me en 1994.
En 2005, Hot Steppaz remixa Around My Dream, sorti en Allemagne sous le label Dance Street.

## Discographie[1]

### Album
| Date de sortie | Titre           | Label               |
| -------------- | --------------- | ------------------- |
| 1986           | Around My Dream | Galaxis (ZYX Music) |

### Simples
| Date de sortie | Titre                                                             | Label             |
| -------------- | ----------------------------------------------------------------- | ----------------- |
| 1985           | Around My Dream                                                   | RCA               |
| 1985           | Step By Step                                                      | RCA               |
| 1986           | From You To Me                                                    | ZYX Records       |
| 1987           | Pretty Baby                                                       | RCA               |
| 1987           | Chica Boom                                                        | RCA               |
| 1987           | Cross My Heart / Call Me                                          | Many Records      |
| 1988           | Love Is The Best / Get Along                                      | ZYX Records       |
| 1988           | Let Me Be Your Love                                               | Max Music         |
| 1992           | With Or Without You                                               | Max Music         |
| 1992           | Sing Sing Sing Along (Around My Dream)                            | ZYX Music         |
| 1992           | All My Love                                                       | DJM Records       |
| 1994           | Don't Forget Me                                                   | ZYX Music         |
| 2006           | Psyco Soul Simple présence (featuring), aux côtés de Psycosomatic | Airplane! Records |

### Collaborations
- 1978 – Ufo Robot/Shooting Star
- 1979 – Capitan Harlock/I corsari delle stelle
- 1980 – Astro Robot contatto ypsylon/Quattro supereroi
- 1980 – La ballata di Tex Willer/Tex's Stomp Music
- 1980 – Billy il bugiardo/Billy il bugiardo (strumentale)
- 1980 – Huck e Jim/Il più forte
- 1980 – La principessa Sapphire/La principessa Sapphire (strumentale)
- 1980 – Tekkaman/Il cavaliere dello spazio
- 1981 – Il ballo del qua qua
- 1984 – Mademoiselle Anne
- 1995 – Gira la ruota
- 1997 – Sampei, il nostro amico pescatore
- 1999 – Farò di te un uomo
- 2006 – Hunter × Hunter
- 2006 – King Kong
- 2008 – Magmion
- 2008 – Orrore
- 2009 – Gaiking – Legend of Daiku–Maryu
- 2010 – Angel's Friends, Malachia
- 2012 – Palle di Natale
- 2021 – Waiting for you (Aspettiamo te) - feat. Lord, Begüm Günceler